# Birgit M. Kraatz
Birgit M. Kraatz (* 1939 in Köln) ist eine deutsche Journalistin.

## Leben
Birgit M. Kraatz studierte Slawistik, osteuropäische Geschichte und Publizistik u. a. an der Freien Universität in Berlin.
Ihre ersten, sehr frühen beruflichen Erfahrungen machte sie im Pressebüro der deutschen Industrie, das mit dem ersten Großprojekt deutscher Entwicklungshilfe 1960 in New Delhi von Krupp, Mannesmann, Siemens, AEG und anderen gegründet worden war. Sie arbeitete zwei Jahre in New Delhi und in Rourkela/Orissa. An arbeitsfreien Wochenenden fuhr sie mit deutschen und holländischen Missionaren über Land und schrieb ihr Erlebnisse für den Kölner Stadtanzeiger und die „Windrose“ auf, dem ersten internationalem TV-Korrespondentennetz (Peter von Zahns), das damals für ZDF und ARD arbeitete.
Nach ihrer Rückkehr aus Asien folgte ein zweijähriges Volontariat bei der Rheinischen Post in Düsseldorf, anschließend die erste Redakteursstelle bei der damals linksliberalen Schweizer Wochenzeitung „Die Weltwoche“, Zürich. Ab 1968 berichtete sie für die „Weltwoche“ und deutsche Zeitungen und Rundfunkanstalten, ab 1969 auch fürs ZDF und das Schweizer Fernsehen aus Italien.
Ab 1972 betreute und pflegte sie für die SPD die Kontakte zu den italienischen Linksparteien, von denen vor allem die kommunistische Partei wegen ihres direkten und zuverlässigen Kontakte nach Ostberlin für die Ostpolitik Willy Brandt ein wichtiger Gesprächspartner war. Birgit M. Kraatz war von 1974 bis 2021 Mitglied der SPD.
1977 wurde sie zur Leiterin der römischen STERN Redaktion berufen.
1980 bis 1990 folgte eine Dekade beim Spiegel in der gleichen Funktion. Die zehn Jahre für das Hamburger Nachrichtenmagazin wurden außerordentliche politische Jahre, weil Italien durch die bröckelnde Macht der Democrazia Cristiana, den Sieg der KPI (damals mit 11 Millionen Wählern die größte kommunistische Partei der westlichen Welt) bei den Europawahlen 1975, dem rechten und linken Terrorismus, der Tragödie Moro 1978 zu einer brodelnden Werkstatt politischer Moderne wurde.
Ab 1990 berichtete Birgit M. Kraatz als Sonderkorrespondentin auch für das italienische Staatsfernsehen über die deutsche Wiedervereinigung und interviewte für Rai 3 folgende deutsche Politiker: Willy Brandt, Helmut Schmidt, Oskar Lafontaine, Finanzminister Theo Waigel u. a.
1996-98 erfolgte die Rückkehr nach Deutschland
Birgit M. Kraatz ist seit Oktober 1990 in zweiter Ehe mit Rechtsanwalt Michael Nesselhauf verheiratet. Sie ist Mutter einer erwachsenen Tochter.

## Ehrenämter
Anfang 2000 gründete sie mit einem halben Dutzend Hamburger Genossen (Anke Kuhbier, Gert Hinerk Behlmer, Freimut Duwe, Marianne Tidick, Tom Stromberg u. a.) das Kulturforum e.V, den Birgit M. Kraatz über 12 Jahre mitgestaltet und vier Jahre als Vorsitzende geführt hat. Der Verein machte sich zur Aufgabe, kulturpolitische Debatten, politische Sachbücher und Gespräche mit Kunstschaffenden aktuell und zugespitzt mit Experten regelmäßig in Hamburg zu diskutieren.
Mit der großen Flüchtlingswelle ab 2015 engagierte sich die Journalistin, jahrelang fulltime, in der „Flüchtlingshilfe Havestehude“ um Integration und beruflichen Beratung junger Flüchtlinge aus Syrien und Eritrea.

## Auszeichnungen
Für ihre „kritische, aber liebevolle Berichterstattung“ aus Italien wurde Birgit M. Kraatz mit den renommierten italienischen Journalistenpreisen Premiolino(1974) und „Citta’di Roma“(1971) ausgezeichnet.

## Gerichtsverfahren
Seit Anfang 2018 führt Birgit W. Kraatz einen leidenschaftlichen aber auch verzweifelten Windmühlenkampf in eigener Sache gegen die Verantwortlichen der letzten Parlamentarischen Untersuchungskommission Moro 2. In deren  Abschlussbericht wurde sie fälschlicherweise  als Mitglied der terroristischen Organisation „2. Juni“ und als Mitglied eines internationalen Komplotts dargestellt, das nach Meinung der Kommission hinter der  Entführung und Erschießung des christdemokratischen Spitzenpolitikers Aldo Moro (1916–1978) gestanden haben soll.
Obwohl das Bundeskriminalamt Wiesbaden, das im Kommissionsbericht mit einer Mitteilung als einziger Quelle für die ungeheure Behauptungen zitiert wird, die Fälschung schon Mai und im Oktober 2018 Az. 004/18 N/MN/SV, 10.8.2018, Az. 004/18 N/MN/aw widerlegt hat, hüllen sich die Verantwortlichen über die verschiedenen Dementi Birgit M. Kraatz seit zwei Jahren in Schweigen.
Gegen die staatliche Verleumdung hat sich die Journalistin zunächst juristisch nicht wehren können, weil alle 60 Mitglieder (Senatoren und Parlamentsabgeordnete) der Kommission Moro 2 parlamentarische Immunität  genießen. Auch die zahlreichen italienischen und ausländischen Journalisten, die aus dem ins Netz gestellten Kommissionsbericht eifrig abgeschrieben haben und immer noch kopieren, konnten deshalb nicht erfolgversprechend belangt werden, weil sie sich auf „eine staatliche und damit autoritätsstarke Quelle beziehen können“, so Dr. Cecilia Carrara, Anwältin für internationales Recht, in Rom.
Die juristische Sachlage änderte sich erst, als ehemalige Mitglieder der Kommission Moro 2, die weil nicht wieder gewählt in Büchern, Vorträgen und Interviews über die Tragödie Moro die falschen, vom BKA richtig gestellten Behauptungen, phantasievoll weiterverbreiten und sie dann noch, wie etwa der Ex-Abgeordnete (auch  ehemaliges Kommissionsmitglied) Gero Grassi mit seinem Buch „Moro-La verita`negata“ ins Netz stellen.
Als Birgit M. Kraatz die neue Anklage aus der Feder Grassis entdeckte, reichte sie Anfang Juli 2020 Strafanzeige gegen ihn wegen „kontinuierlicher und schwerer Verleumdung“ ein. (link: Anklageschrift mit Anlagen). Grassi in einem ausführlichen Interview mit dem bekannten Radiosender Radio Radicale Ende Oktober 2020 konfrontiert, spielte den Unschuldigen. Von den verschiedenen Dementis in Sachen Kraatz und Kommission,  habe er nichts gewusst. Er bedauere das angerichtete Unrecht und entschuldigte sich „auch im Namen der Kommission“.
Die mehrfach wiederholte Radio-Entschuldigung kann so ernst nicht gemeint gewesen sein, denn die Falschbehauptungen über BMK stehen auf Grassis homepage unverändert im Netz!

## Werke
- Seveso oder Wie Verantwortung zur Farce wird. Rowohlt, rororo, 1979, ISBN 3-499-14349-6.
- Rom. DuMont, Köln 1982.
- …wir sind nicht zu Helden geboren. Ein Gespräch über Deutschland mit Willy Brandt. Diogenes, Zürich 1986, ISBN 3-257-01720-0.
- Mailand. Bucher, 1989.
- Süditalien. Bucher, 1990.